# آبشار بوتی
آبشار بوتی (به لاتین: Boti falls) یک آبشار در غنا است که در Boti, Eastern Region, Ghana واقع شده‌است.